# Filip Braut
Filip Braut (Fiume, 5 giugno 2002) è un calciatore croato, difensore dell'Orijent.

## Carriera
Cresciuto nel settore giovanile del Rijeka, ha esordito in prima squadra il 25 maggio 2019 disputando l'incontro di Prva HNL pareggiato 1-1 contro lo Slaven Belupo. Nel febbraio 2022 viene ceduto all'Hrvatski Dragovoljac.

## Statistiche

### Presenze e reti nei club
Statistiche aggiornate al 16 aprile 2022.
| Stagione        | Squadra              | Campionato      | Campionato | Campionato | Coppe nazionali | Coppe nazionali | Coppe nazionali | Coppe continentali | Coppe continentali | Coppe continentali | Altre coppe | Altre coppe | Altre coppe | Totale | Totale |
| Stagione        | Squadra              | Comp            | Pres       | Reti       | Comp            | Pres            | Reti            | Comp               | Pres               | Reti               | Comp        | Pres        | Reti        | Pres   | Reti   |
| --------------- | -------------------- | --------------- | ---------- | ---------- | --------------- | --------------- | --------------- | ------------------ | ------------------ | ------------------ | ----------- | ----------- | ----------- | ------ | ------ |
| mag. 2019       | Rijeka               | 1.HNL           | 1          | 0          | CC              | -               | -               | UEL                | -                  | -                  |             | -           | -           | 1      | 0      |
| feb.-ago. 2020  | Rijeka               | 1.HNL           | 9          | 0          | CC              | 1               | 0               | UEL                | -                  | -                  |             | -           | -           | 10     | 0      |
| 2020-2021       | Rijeka               | 1.HNL           | 7          | 0          | CC              | 2               | 0               | UEL                | 2                  | 0                  |             | -           | -           | 11     | 0      |
| 2021-feb. 2022  | Rijeka               | 1.HNL           | 2          | 0          | CC              | 1               | 0               | UECL               | 1                  | 0                  |             | -           | -           | 4      | 0      |
| feb.-giu. 2022  | Hrvatski Dragovoljac | 1.HNL           | 8          | 0          | CC              | -               | -               |                    | -                  | -                  |             | -           | -           | 8      | 0      |
| Totale carriera | Totale carriera      | Totale carriera | 27         | 0          |                 | 4               | 0               |                    | 3                  | 0                  |             | -           | -           | 34     | 0      |

## Palmarès

### Club

#### Competizioni nazionali
- Coppa di Croazia: 1

Rijeka: 2019-2020